# Autobianchi

Logo

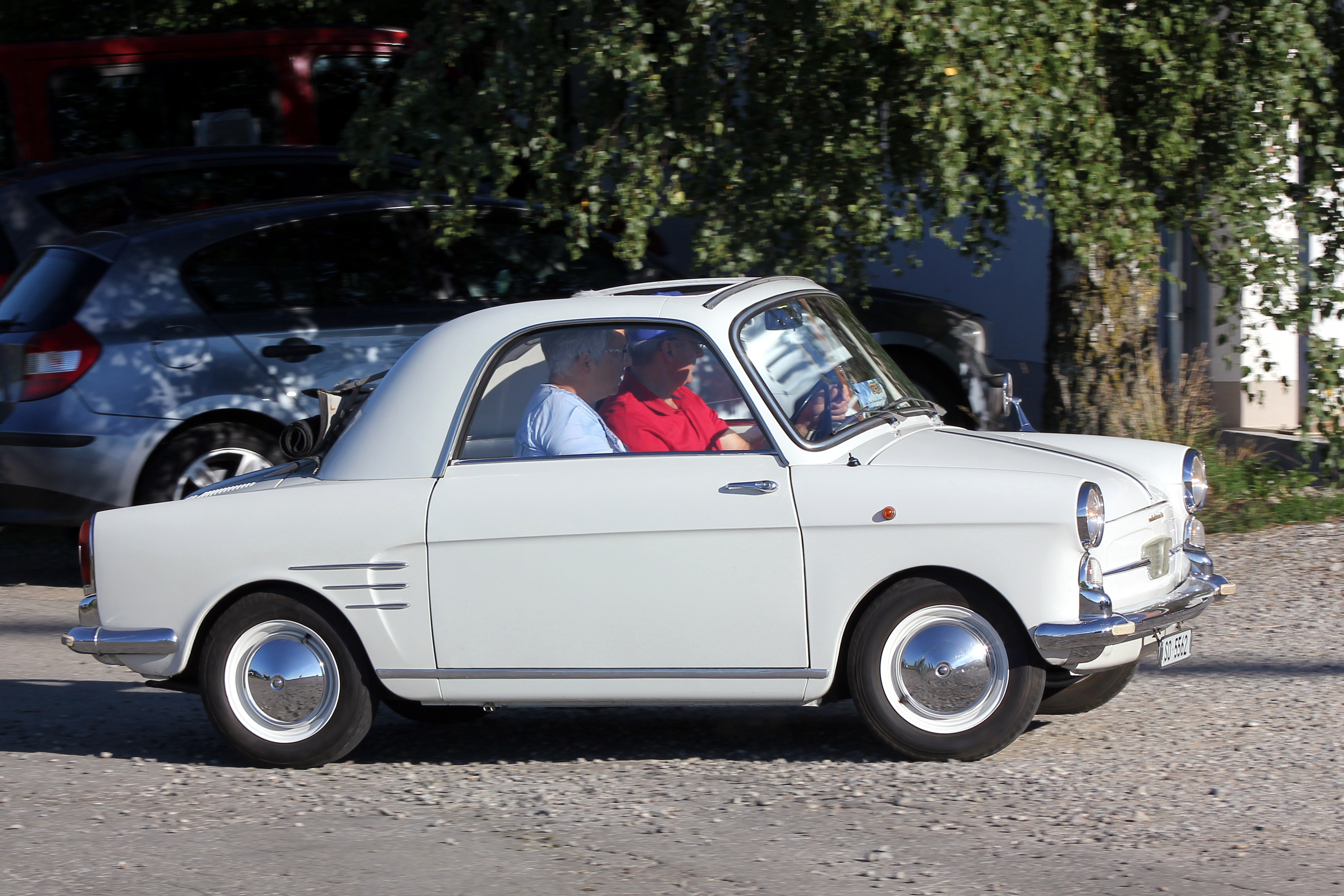
Autobianchi Bianchina

Autobianchi [autoˈbi̯aŋki] war eine italienische Automobilmarke mit Sitz in Mailand und Werk in Desio, die von 1955 bis 1995 existierte.

## Geschichte
Nach dem Zweiten Weltkrieg konnte das Mailänder Unternehmen Bianchi, das Ende des 19. Jahrhunderts von Eduardo Bianchi gegründet worden war und seit 1905 auch Automobile produzierte, aus finanziellen Gründen die Automobilherstellung allein nicht wieder aufnehmen. 1955 gründete Bianchi deshalb zusammen mit Fiat und Pirelli die Firma Autobianchi, die 1968 in den Alleinbesitz von Fiat kam. 1958 begann der Vertrieb des ersten Autobianchi-Modells Bianchina.
Bekannt wurde Autobianchi in den 1960er-Jahren mit der Primula und der Giardiniera, einem Kombi auf Basis des Fiat Nuova 500.
Ab 1967 war Autobianchi eine vollständige Tochter von Fiat. Fiat benutzte die Marke Autobianchi, um die neue Technik des Frontantriebs mit Quermotor und meistens auch Heckklappe in kleinen Serien am Markt auszuprobieren, ohne den Ruf der Marke Fiat zu gefährden. Die Primula war das erste Auto aus dem Fiat-Konzern, das mit dieser Technik ausgestattet war. Außerdem wurden die Autobianchi immer etwas edler gestaltet und ausgestattet als die Grundmodelle von Fiat. Sie bedienten einen Nischenmarkt und waren folglich auch teurer.
Später erschienen der A111 und der A112. Der A111 war eine dem Fiat 124 ähnliche viertürige Mittelklasselimousine auf der Plattform der Primula, also mit Quermotor und Frontantrieb, die in ihrer Konzeption Vorläufer des Fiat 128 war. Ähnlich verhielt es sich im Falle des A112, mit dem technisch wie konzeptionell der Fiat 127 vorweggenommen wurde, der aber etwas kürzer war: 323 statt 359 cm. Der A112 wurde zum erfolgreichsten Modell der Marke und erreichte eine Produktionsdauer von 17 Jahren. Carlo Abarth, Gründer des gleichnamigen Rennwagenherstellers in Turin, erkannte rasch die Qualitäten des Modells und präsentierte 1971 einen Prototyp mit 107 PS. Weil eine derart motorisierte Version die von den Produktverantwortlichen gesetzten Preisgrenzen überschritten hätte, musste sich Abarth mit zunächst 58 PS (A112 58HP) begnügen. Doch schon 1975 (mit der dritten Bauserie) durfte Abarth, in dessen Turiner Werk am Corso Marche die Motoren gebaut wurden, den A112 70HP mit 70 PS herstellen.
Zumindest außerhalb des heimischen Marktes war der A112 das letzte Modell der Marke Autobianchi. Denn nachdem Fiat, die gemeinsame Muttergesellschaft von Autobianchi und Lancia, 1975 entschieden hatte, das Autobianchi-Werk unter die Regie Lancias zu stellen, erfolgte mit Erscheinen der vierten Serie 1977 nach und nach die Umstellung auf die Marke Lancia in den meisten Exportmärkten, in Deutschland ab 1982. Aus Sicht der Konzernleitung war es eine logische Entscheidung, da Lancia und Autobianchi die gleiche Kundschaft bedienten. Weil aber Lancia ein typischer Stadt- oder Kleinwagen im Programm fehlte, ließ sich dieser Mangel mit dem A112 perfekt ausgleichen. Im Jahr 1985 präsentierte Lancia auf dem Genfer Automobilsalon als Nachfolgemodell für den A112 den Lancia Y10. Bedingt durch das gemeinsame Händlernetz von Lancia-Autobianchi in Italien verwendete Lancia auch für den Y10 Logo und Signet von Autobianchi. Doch mit Auslaufen der Y10-Produktion 1995 und Markteinführung des Nachfolgers Lancia Y stellte Lancia die Marke Autobianchi auch in Italien ein.

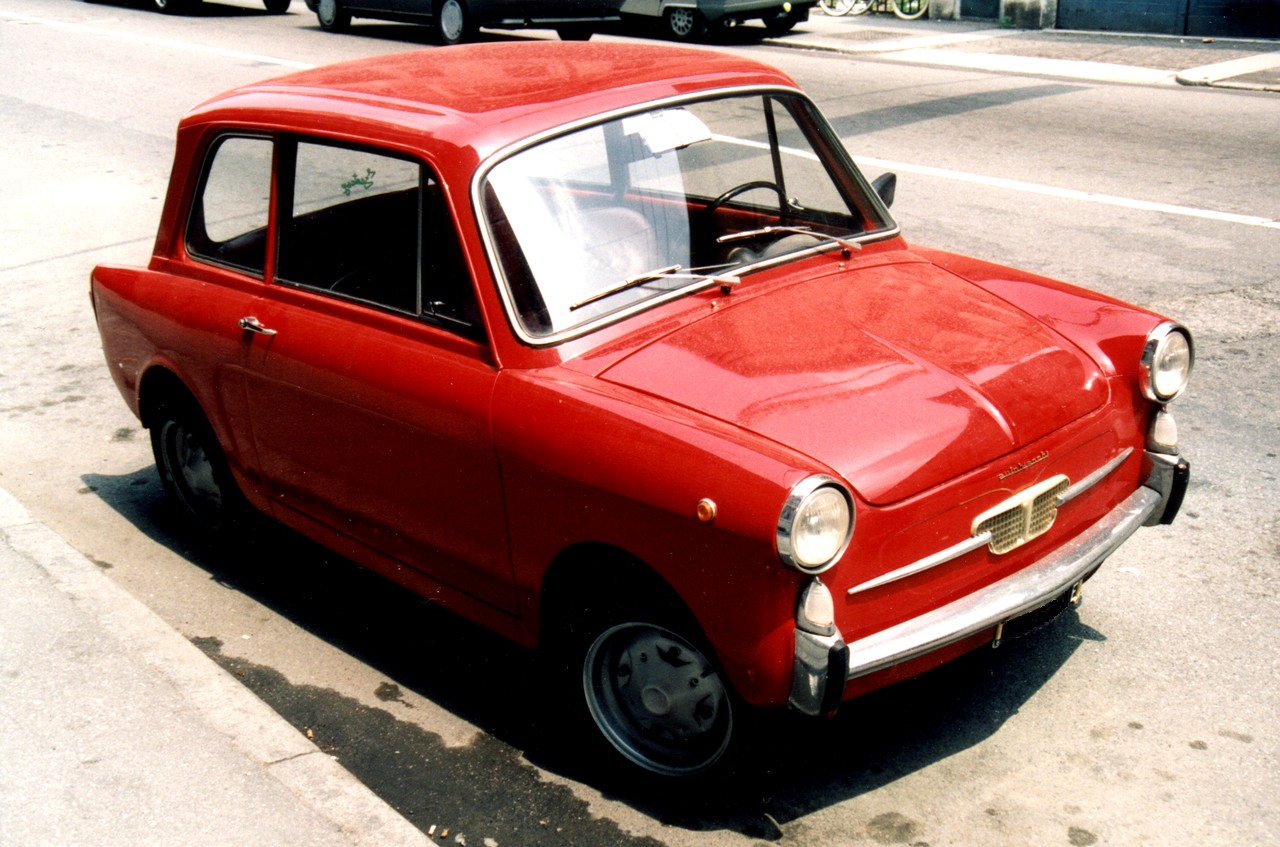
Bianchina
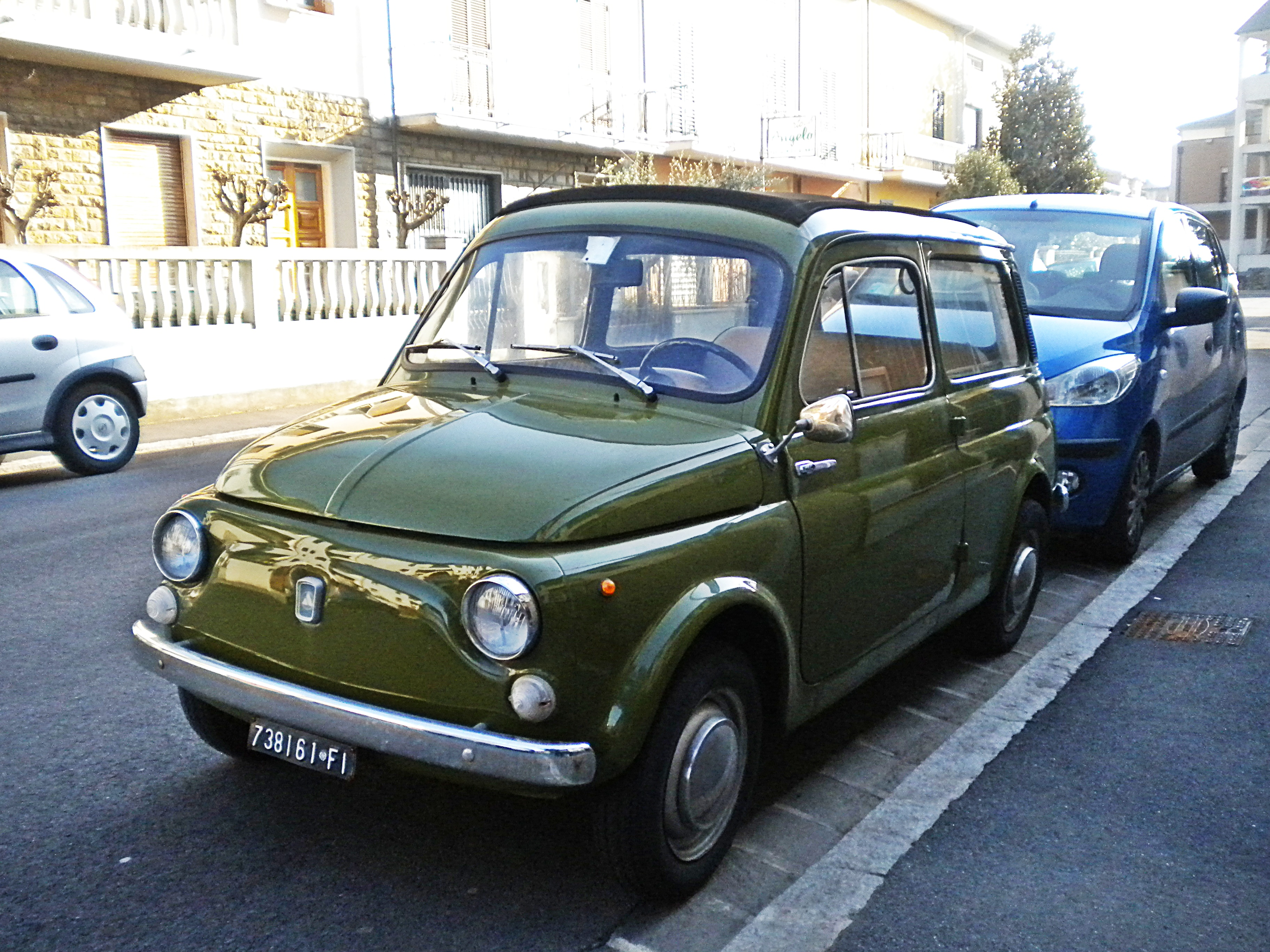
Giardiniera
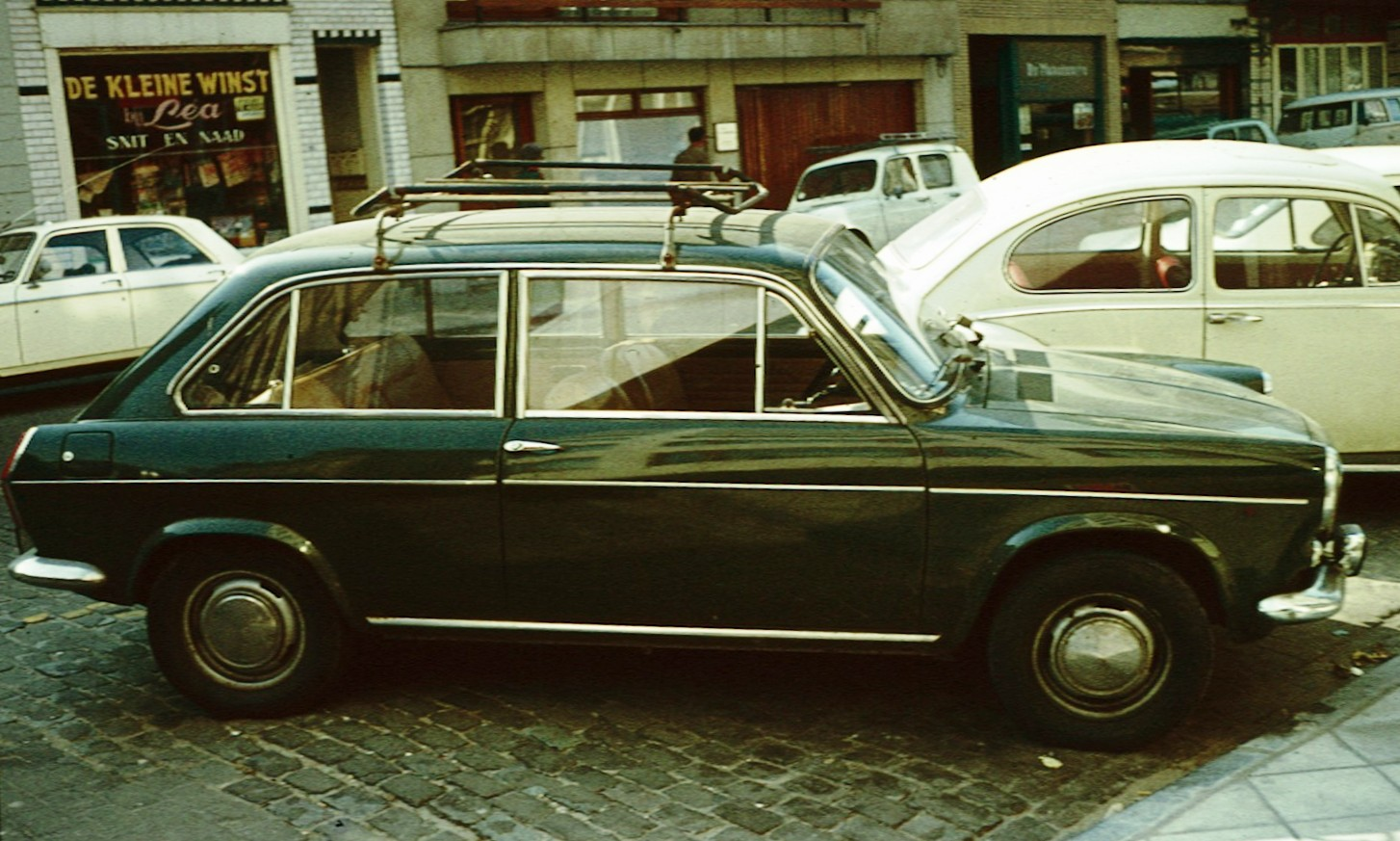
Primula
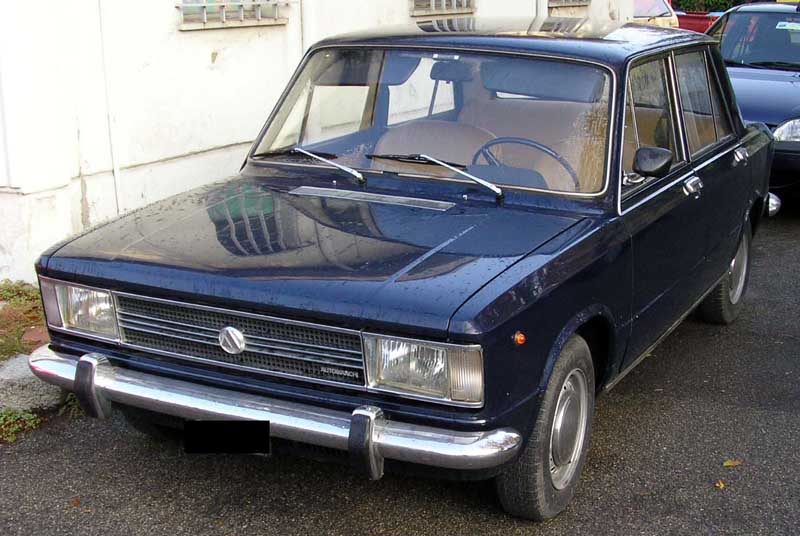
A111
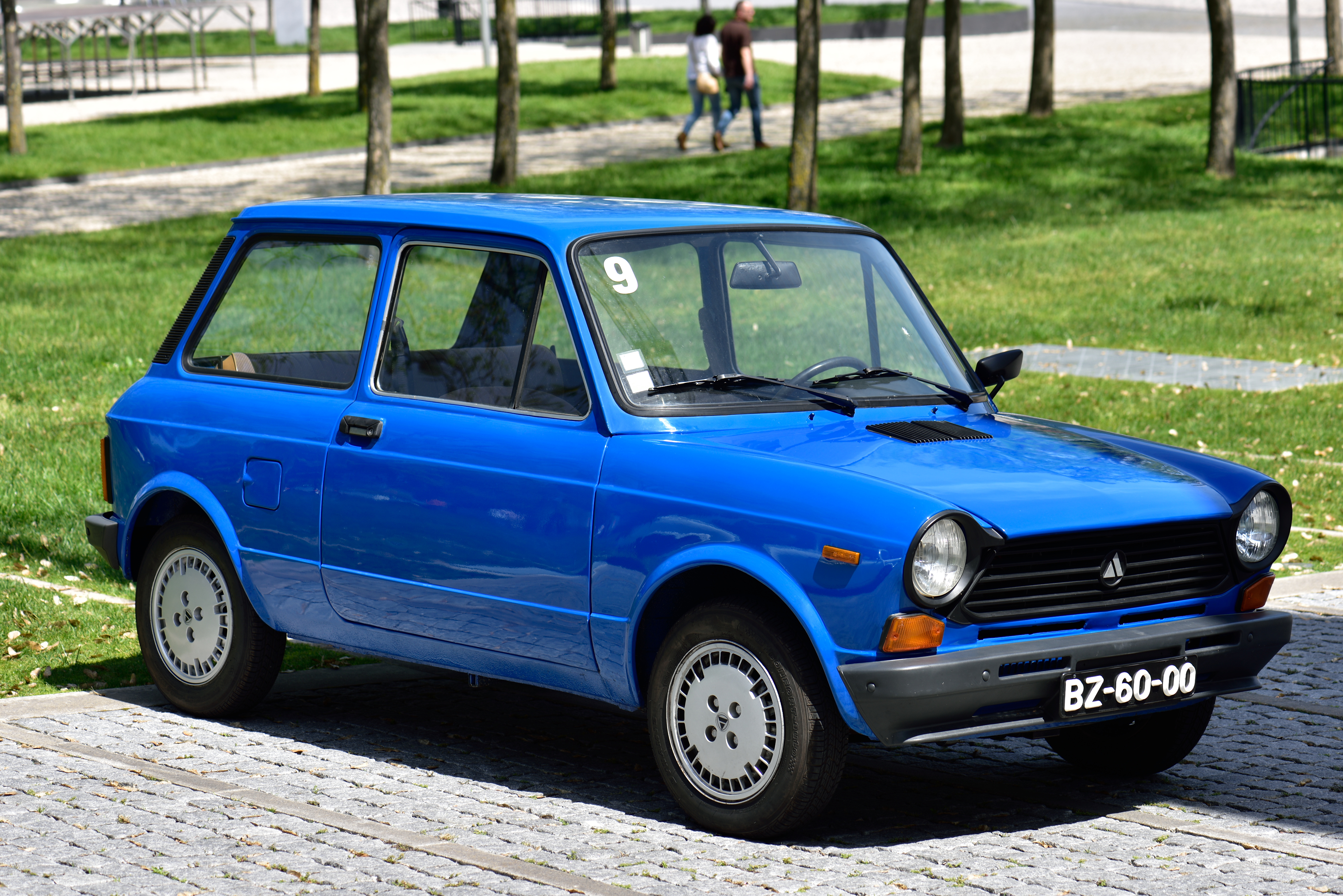
A112